# Лука Балетић
Лука Балетић (1902 – 1945) био је потпуковник Југословенске војске и четнички командант у Другом светском рату.

## Биографија
Вишу Војну школу је завршио у Београду. Од 1926. до почетка Другог светског рата, налазио се на различитим дужностима. Служио је у Обавештајном одељењу Главног ђенералштаба до октобра 1935. године, када је у чину капетана прве класе пребачен на место заступника начелника штаба команде Боке Которске.
На предлог Министра Војске и морнарице Лука Балетић унапређен је у чин потпуковника 31. децембра 1940. године.

## Други светски рат
По избијању Другог светског рата, до 1943. године, налазио се у емиграцији, када се вратио у земљу по налогу Југословенске краљевске владе у избеглиштву, и прикључио Врховној команди. Обављао је дужност начелника штаба Врховне команде. Приликом повлачења јединица Павла Ђуришића на запад, Луку су заробиле усташе у Лијевчем пољу и потом стрељали у Јасеновцу. Носилац је значајних војних признања. Као школовани и искусни обавештајац са собом је понео сву документацију која је уништена по његовом заробљавању.
Током службе, налазио се на различитим функцијама:
- заступник и помоћник начелника штаба Боке Которске
- командант Другог батаљона 18. пешадијског пука (Сувоборског пука)
- шеф Трећег одсека Оперативног одељења Главног генералштаба
- професор на Нижој школи војне академије у Београду